# Sanary-sur-Mer
Sanary-sur-Mer is een gemeente in het Franse departement Var (regio Provence-Alpes-Côte d'Azur) en telt 16.995 inwoners (1999); Een inwoner van Sanary is een Sanarien(ne). De plaats maakt deel uit van het arrondissement Toulon.

## Geografie
De oppervlakte van Sanary-sur-Mer bedraagt 19,2 km², de bevolkingsdichtheid is 885,2 inwoners per km².
De onderstaande kaart toont de ligging van Sanary-sur-Mer met de belangrijkste infrastructuur en aangrenzende gemeenten.

## Geschiedenis
De plaats was aanvankelijk de haven van Ollioules en werd in 1688 zelfstandig. De naam is afgeleid van San Nari, de Occitaanse naam voor Saint Nazaire, een Franse heilige.

Architect Jean Marius Michel was burgemeester van 1865 tot 1871. Hij bezorgde aan het kustplaatsje de definitieve status van badplaats. Nadat hij meer dan 100 vuurtorens aan de Ottomaanse kusten bouwde, keerde hij terug naar Sanary en gaf hij aan zijn geboortedorp een Oriëntaals vleugje door zijn ontwerpen van huizen in Oosterse stijl. Hierdoor gaf men hem de bijnaam Michel Pacha. Vanaf 2 november 1890 werd de plaats officieel Sanary genoemd.
Sanary-sur-Mer was in de jaren dertig een toevluchtsoord voor vele intellectuelen. Van mei tot augustus 1931 schreef Aldous Huxley er zijn bestseller Brave New World. Na Hitlers machtsovername in 1933 werd het plaatsje een toevluchtsoord voor Duitse kunstenaars, onder wie Bertolt Brecht, Thomas Mann en zijn broer Heinrich, Lion Feuchtwanger, Joseph Roth, Ludwig Marcuse.
Vanaf de jaren tachtig maakte Sanary, zowel op het vlak van bevolkingsaantal als op toeristisch vlak een substantiële groei door.

## Demografie
Onderstaande figuur toont het verloop van het inwonertal (bron: INSEE-tellingen).

## Overleden
- Moïse Kisling (1891-1953), kunstschilder
- Alice Prin (1901-1953), zangeres, actrice, kunstenaarsmodel, schilderes en memoireschrijfster
- André Salmon (1881-1969), schrijver, dichter en kunstcriticus